# Robert Kerman
Robert Charles Kerman (New York, 16 december 1947 - aldaar, 27 december 2018) was een Amerikaans acteur. Onder de naam R. Bolla acteerde hij in meer dan 100 pornofilms, waaronder Debbie Does Dallas en Gerard Damiano's The Satisfiers of Alpha Blue. Eind jaren zeventig maakte hij een ongebruikelijke stap naar de mainstream, en verscheen in non-pornografische films als Cannibal Holocaust en Eaten Alive!, en tv-series als Hill Street Blues en Cagney and Lacey.

## Pornocarrière
Kerman begon zijn pornocarrière in Roberta Findlay’s Anyone But My Husband uit 1975. Als snel werd hij geroemd om zijn acteertalent, en ingezet voor grote pornofilms met verhaallijn en dialoog. Hij won de Adult Film Association of America-award voor 'beste mannelijke bijrol' in de 1981 productie Outlaw Ladies, en werd opgenomen in de AVN Hall of Fame in 1998. Hij wordt beschouwd als een van de meest getalenteerde acteurs uit de ‘porno chic’, de zogenaamde ‘golden age of porn’.

## Mainstreamcarrière
Kermans doorbraak in de mainstream kwam met The Concorde: Airport '79, waarin hij naast Robert Wagner en Alain Delon te zien was. Hij werd al snel een vertrouwd gezicht in de Italiaanse horror-cinema, met hoofdrollen in films als Cannibal Holocaust, Eaten Alive! en Cannibal Ferox. Ook verdiende hij lof voor zijn acteerprestatie in het drama Mission Hill uit 1982. Kerman bleef echter pornofilms draaien tot 1985, waarna hij een definitieve overstap maakte naar televisiewerk en mainstreamfilms als No Way Out met Kevin Costner.

### Cannibal Holocaust
Cannibal Holocaust veroorzaakte wereldwijd controverse. Kerman beschreef regisseur Ruggero Deodato als meedogenloos en emotieloos tijdens het filmen van Cannibal Holocaust. Met name het onnodig doden van dieren was Kerman een doorn in het oog. Tijdens het doden van een coati stormde Kerman woedend de set af. Kerman heeft jarenlang strijd met Deodato gevoerd om de bewuste coati-scène uit de film geknipt te krijgen.
In 2011 verscheen een diervriendelijke versie van de film op Dvd en Blu-ray in Engeland.

### Na 2000
Aan het begin van de 21e eeuw had Kerman kleine rolletjes in Sam Raimi's Spider-Man, en Sage Stallone's Vic. 
Kerman verklaarde spijt te hebben van zijn medewerking aan Debbie Does Dallas en houdt zijn bijdrage daaraan verantwoordelijk voor het "ruïneren" van zijn mainstreamcarrière. In de Channel 4-documentaire Debbie Does Dallas Uncovered uit 2005 zegt hij: "In retrospect I'm really sorry that I did it, because I probably ruined the best years of my life as an actor." Kerman overleed op 71-jarige leeftijd.

## Filmografie (selectie)
- 2006: Vic - Regie: Sage Stallone
- 2002: Spider-Man - Regie: Sam Raimi
- 1998: Men Under Water - Regie: Douglas Morse
- 1987: No Way Out - Regie: Roger Donaldson
- 1987: Corporate Assets (als R. Bolla)
- 1987: Street Heat (als Richard Bolla)
- 1986: Night of the Creeps - Regie: Fred Dekker
- 1985: Spitfire (als R. Bolla)
- 1985: Hot Blooded (als R. Bolla)
- 1984: Death Mask - Regie: Richard Friedman
- 1984: Liquid A$$ets (als R. Bolla)
- 1983: Public Affairs (als R. Bolla) - Regie: Henri Pachard
- 1982: Mission Hill - Regie: Bob Jones
- 1982: The Clairvoyant - Regie: Armand Mastroianni
- 1982: The Devil in Miss Jones Part II (als R. Bolla) - Regie: Henri Pachard
- 1981: Cannibal Ferox - Regie: Umberto Lenzi
- 1981: Debbie Does Dallas Part II (als R. Bolla)
- 1981: Amanda by Night (als R. Bolla) - Regie: Gary Graver
- 1980: Eaten Alive! - Regie: Umberto Lenzi
- 1980: Cannibal Holocaust - Regie: Ruggero Deodato
- 1980: The Satisfiers of Alpha Blue (als R. Bolla) - Regie: Gerard Damiano
- 1979: The Concorde ... Airport '79 - Regie: David Lowell Rich
- 1979: Concorde Affaire '79 - Regie: Ruggero Deodato
- 1978: Debbie Does Dallas (als Richard Balla)
- 1977: Punk Rock (als Richard Bolla) - Regie: Carter Stevens
- 1976: Blow Dry (als Richard Bolla) - Regie: David Secter
- 1975: Anyone But My Husband (als Robert Kerr)